# Jiří Tetiva
Jiří Tetiva (31 maggio 1933) è un ex cestista cecoslovacco.
È il fratello di Jaroslav Tetiva.

## Carriera
Vinse la medaglia di bronzo ai Campionati europei del 1957.

## Palmarès
- Campionato cecoslovacco: 5

ATK Praga: 1953-54, 1954-55, 1955-56
Slovan Orbis Praga: 1956-57, 1958-59